# Aksel Christopher Wiin-Nielsen
Aksel Christopher Wiin-Nielsen (Graested, 17 febbraio 1924 – 26 aprile 2010) è stato un meteorologo danese.
Impiegato all'Istituto Meteorologico Danese dal 1952 al 1955 e all'Istituto Internazionale di Meteorologia dal 1956 al 1959, in quell'anno si spostò negli USA, assumendo una cattedra all'Università del Michigan (1963), la direzione del Centro europeo per le previsioni meteorologiche (1971) e la segreteria dell'OMM (1970).